# Superdegustació
La superdegustació és la capacitat d'algunes persones de notar el sentit del gust amb més intensitat que la mitjana. Les dones tenen més probabilitats de ser superdesgustadores, així com els individus d'ascendència asiàtica, africana i sud-americana. La causa d'aquest increment de resposta és actualment desconegut, tot i que es creu que és, com a mínim en part, degut a un nombre més elevat de papil·les fungiformes. L'avantatge evolutiu de ser superdegustador no queda clar. En alguns ambients, l'elevada resposta al gust, particularment al gust amarg, representaria un important avantatge per a evitar els alcaloides potencialment tòxics de les plantes. Tanmateix, en altres ambients, una resposta incrementada a l'amargor pot haver limitat el rang d'aliments degustables. En un ambient ric en energia la superdegustació pot ser cardioprotectora, degut a la reducció de l'interès per a prendre greix. Pot ser una causa de ser llepafils, però els llepafils no són necessàriament superdegustadors i viceversa.
El terme s'origina amb la psicòloga experimental Linda Bartoshuk que ha invertit una gran part de la seva carrera estudiant les variacions genètiques en la percepció del gust. Als inicis de la dècada de 1990, Bartoshuk i els seus col·legues es van adonar que alguns individus testats al laboratori semblaven tenir una elevada resposta al gust i els van anomenar superdegustadors (originalment en anglès supertester). Aquesta resposta augmentada del gust no és el resultat d'un biaix de resposta o artefacte d'escalat, sinó que aparenta tenir una base anatòmica/biològica.

## Història
L'any 1931, A. L. Fox, un químic de DuPont, va descobrir que alguns individus creien que la feniltiocarbamida (PTC) era molt amarga mentre que d'altres deien que no en notaven cap gust. A la reunió de 1931 de l'Associació americana per l'avanç de la ciència, Fox va col·laborar amb Blakeslee (un genetista) per calcular la reacció dels assistents al PTC: el 65% el va trobar amarg, el 28% insípid i el 6% va descriure altres qualitats gustatives. Treballs subseqüents va revelar que l'habilitat de notar el gust de la PTC era de natura genètica. La dècada de 1960, Roland Fischer va ser el primer de relacionar l'habilitat de trobar el gust de la PTC, i del compost relacionat propiltiouracil (PROP), a la preferència del menjar i tipus de cos. Actualment, el PROP ha substituït la PTC en recerca sobre el gust degut a l'olor sulfurosa i consideracions relatives a la seguretat del PTC. Com s'ha descrit més amunt, Bartoshuk i cia. Varen descobrir que el grup de degustadors es podia dividir entre degustadors mitjans i superdegustadors. La majoria d'estimacions suggereixen que una quarta part de la població és hipodegustadora, una altra quarta part de superdegustadora, i l'altra meitat que queda són degustadors normals.
El gen del receptor per al gust amarg TAS2R38 ha estat associat amb l'habilitat de degustar el PROP and PTC; tanmateix, no pot explicar completament el fenomen de la superdegustació. No obstant això, l'al·lel del T2R38 ha estat relacionat amb una preferència per als dolços en els nens, evitar l'alcohol, increment en el càncer de còlon (degut al consum inadequat de verdures) i evitar fumar.

## Identificació d'un superdegustador

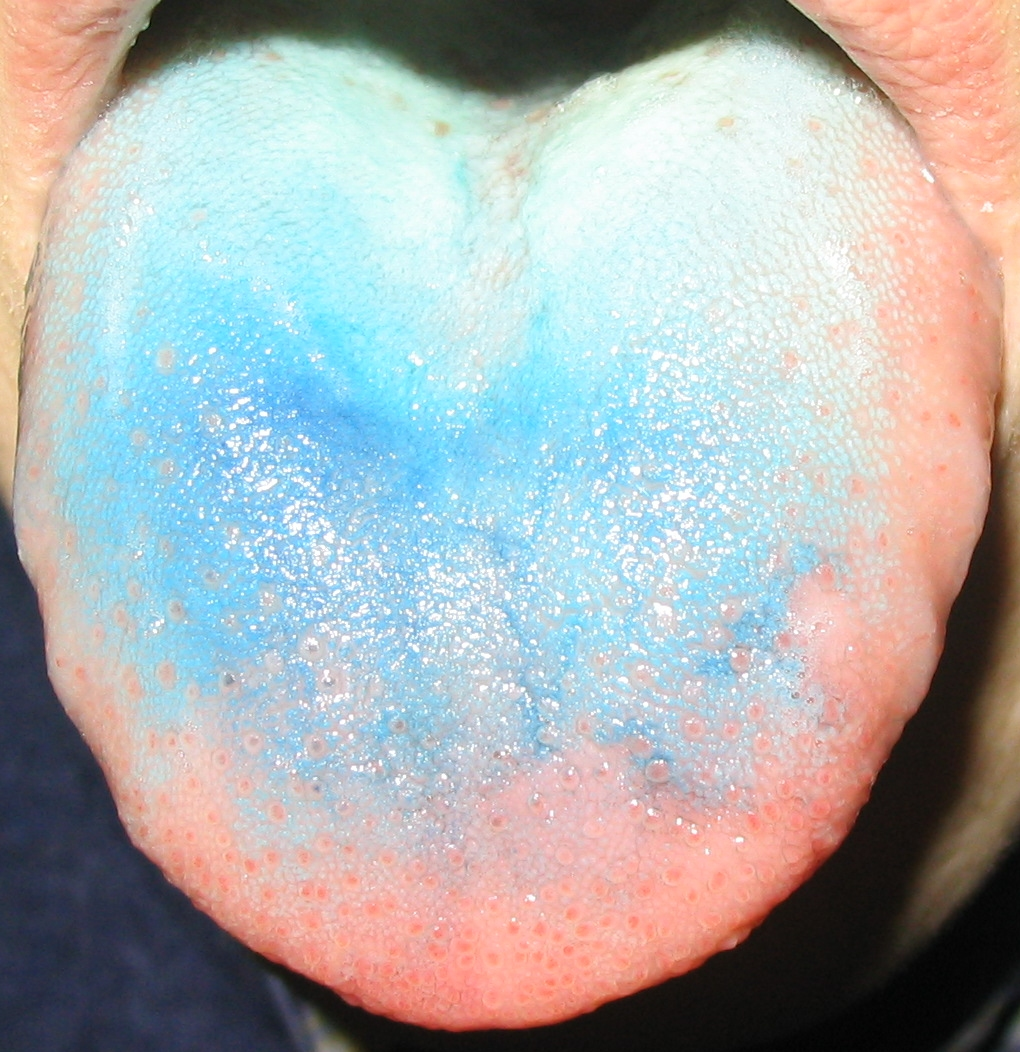
Papil·les fungiformes de la llengua revelades amb colorant alimentari blau

Els superdegustadors eren inicialment identificats segons la intensitat amb la qual degustaven el propiltiouracil (PROP) comparat amb una solució salina de referència. Tanmateix, perquè els superdegustadors tenen un sentit de la degustació més gran que el dels degustadors mitjans o els hipodegustadors, això pot causar un artefacte d'escalat. Subseqüentment, la sal s'ha substituït per un estàndard auditiu no oral. Això comporta que si dos individus avaluen el mateix estímul físic a una intensitat perceptual comparable, però un dona una puntuació doble o més elevada a l'amargor d'una solució de PROP, l'experimentador pot estar segur de què la diferència és real i no simplement el resultat de com fa servir la persona l'escala.
Tanmateix, diversos estudis no inclouen una referència de tipus creuat i simplement categoritzen els individus segons l'amargor d'una solució concentrada de PROP o un paper impregnat de PROP. També és possible fer un autodiagnòstic a casa: es pot examinar la llengua i comptar el nombre de papil·les fungifomes (vegeu la secció d'enllaços externs). Se sol fer servir colorant alimentari blau per a facilitar-ho. Ser un superdegustador o hipodegustador representa la variació normal en la població humana, com el color d'ulls o de cabells, de manera que no requereix cap mena de tractament.

## Sensibilitats alimentàries específiques
Malgrat no ser possible especificar les preferències individuals dels superdegustadors, entre els exemples documentats de disminució de preferències i consums d'aliments s'hi troba:
- algunes begudes alcoholiquess[15]
- Alguns tipus de col
  - Cols de Brussel·less[17][18][19]
  - Cabdell[17]
  - Col verda[19]
- Cafè[17]
- Suc d'aranja[18]
- Te verd[18]
- Productes de soia[18]
- Begudes carbonatades com l'aigua amb gas, la cervesa, etc.[20]

Hi ha altres aliments que poden també mostrar patrons alterats de preferència o consum, però només existeixen proves indirectes:
- bitxos - capsaïcina el picant és més intens per als superdegustadors
- aigua tònica – la quinina és més amarga per als superdegustadors
- olives – per a una concentració donada, la sal és més intensa en els superdegustadors